# Роберт II де Ла Марк
Роберт II фон Марк (Роберт II де Ла Марк) (на немски: Robert II von der Marck; на френски: Robert II de La Marck; * 1468; † края на ноември 1536 в дворец Седан) от фамилията Ла Марк е госоподар на Седан (1487 – 1536), Флорхинген, Жамец, Буйон и Шини и губернатор, херцог на херцогство Буйон (1489 – 1496), френски военачалник, участник в Италианските войни.
Той е първият син на Роберт I фон Марк († 1489), госоподар на Седан, и съпругата му Жана де Марлей († 1491). По-малкият му брат Ерард де Ла Марк (1472 – 1538) е кардинал, княжески епископ на Лиеж (1505 – 1538).
Той служи при Луи XII във френската войска, и участва 1513 г. в битката при Новара. По-късно е при Карл V. Той се сдобрява отново с Франция и нахлува през 1524 г. в Люксембург, но е изгонен в битката при Павия 1525 г. от императорската войска и едва през 1526 г. получава отново земите си.
Tой умира през 1536 г. в дворец Седан и е погребан в църквата Св. Лорент, Седан.

## Фамилия
Роберт II се жени 1491 г. за Катерина де Крой († декември 1544), дъщеря на граф Филип I де Крой (1434 – 1482), губернатор на Люксембург, и на графиня Валпурга де Мьорс († 1482). Те имат децата:
- Роберт III (1492/1493 – 21 декември 1536), маршал на Франция 1526 г., женен на 1 юни 1510 г. за Гуилемета фон Саарбрюкен-Комерси († 1571), дъщеря на граф Роберт II фон Саарбрюкен-Комерси († 1504)
- Гийом († 1529), господар на Жамец, женен 1527 г. за Мадлен д'Азе
- Жан (1499 – 1560), господар на Солци и Жамец, женен за Хелена де Бисипат († сл. 1547)
- Филипина († 1537), омъжена за Райналд III фон Бредероде (1492 – 1556), бургграф на Утрехт, тит. граф на Холандия
- Антоан († 1528), абат на Болийо ан Аргон
- Филип († 1545), каноник в Лиеж и Маастрихт
- Жак, малтийски рицар
- Жаклина, монахиня